# Agateánská říše
Úspěšná a extrémně bohatá Agateánská říše (někdy se setkáme s názvem Achátová říše nebo Aurient), která na Úžasné Zeměploše Terryho Pratchetta zastává místo starověké Číny.

## Plochopis
Rozkládá se na Vyvažovacím kontinentě na němž je takové množství zlata a dalších drahých kovů, že pro původní obyvatele skoro nemá cenu. Prý proto, aby vyvážil tíhu Hlavního kontinentu a tak měli čtyři sloni na zádech vždy stejnou tíhu.
Hlavním městem je Visovis. Nejdůležitějším a také jediným přístavem je Bes Pelargic, domovské město prvního turisty na Zeměploše Dvoukvítka. Počet obyvatel Agateánské říše je 50 000 000. Kolem celé říše je postavena asi šest metrů vysoká zeď, která je na vnitřní straně kolmá. Ne však proto, aby se do říše nedostal někdo nepovolaný, ale aby nemohli obyvatelé zjistit, že okolní státy nejsou jen země duchů a nezmizeli do nich.

## Politika
Kdysi Agateánské říši vládl Sluneční císař. V knize Zajímavé časy se však stal panovníkem Barbar Cohen. Později ho to však přestalo bavit a na nějaký čas zmizel. Kdo dnes vládne Aurientu se neví. S největší pravděpodobností je to právě Dvoukvítek, který za časů vlády Barbara Cohena zastával úřad velkovezíra.